# Tănase Mureșanu
Tănase Mureșanu (Bucarest, 22 marzo 1940 – Perișani, 6 marzo 2007) è stato uno schermidore rumeno, specialista del fioretto, vincitore di una medaglia d'oro ed una di bronzo ai Campionati mondiali di scherma.